# Comuna Petropavlivka, Novovoronțovka
Petropavlivka (în ucraineană Петропавлівка) este o comună în raionul Novovoronțovka, regiunea Herson, Ucraina, formată din satele Cervone, Maiske și Petropavlivka (reședința).

## Demografie
Componența lingvistică a comunei Petropavlivka
     Ucraineană (96,9%)
     Rusă (2,03%)
     Alte limbi (0,11%)
Conform recensământului din 2001, majoritatea populației comunei Petropavlivka era vorbitoare de ucraineană (96,9%), existând în minoritate și vorbitori de rusă (2,03%).